# I. e. 363
Évszázadok: i. e. 5. század – i. e. 4. század – i. e. 3. század
Évtizedek: i. e. 410-es évek – i. e. 400-as évek – i. e. 390-es évek – i. e. 380-as évek – i. e. 370-es évek – i. e. 360-as évek – i. e. 350-es évek – i. e. 340-es évek – i. e. 330-as évek – i. e. 320-as évek – i. e. 310-es évek
Évek: i. e. 368 – i. e. 367 – i. e. 366 – i. e. 365 –  i. e. 364 – i. e. 363 – i. e. 362 – i. e. 361 – i. e. 360 – i. e. 359 – i. e. 358

## Események

### Görögország
- Epameinondasz Thébai új flottájával megpróbálja megsemmisíteni Athén tengeri birodalmát. Büzantionba hajózik, mire több athéni fennhatóság alatt lévő város fellázad.
- Athén elfoglalja Potidaiát.

### Róma
- Római consulok: Cnaeus Genucius Aventinensis és Lucius Aemilius Mamercinus.

## Születések
- Barsziné, perzsa hercegnő, Nagy Sándor szeretője.

## Fordítás
- Ez a szócikk részben vagy egészben  a(z)   363 BC című angol Wikipédia-szócikk ezen változatának fordításán alapul.  Az eredeti cikk szerkesztőit annak laptörténete sorolja fel. Ez a jelzés csupán a megfogalmazás eredetét és a szerzői jogokat jelzi, nem szolgál a cikkben szereplő információk forrásmegjelöléseként.